# Anima sola
Anima sola (lat. „einsame Seele“) ist die Vorstellung einer einzelnen Seele im Fegefeuer. In der Ikonographie wird diese arme Seele oft als Frau inmitten eines Flammenmeeres dargestellt, die mit dem Ausdruck von Dankbarkeit und Erleichterung nach oben blickt und deren Ketten gesprengt sind. Die Darstellung der Anima sola wird mit der Verheißung Unserer Lieben Frau auf dem Berge Karmel in Verbindung gebracht, die dem heiligen Simon Stock in einer Vision verhieß, sie werde die Seele eines jeden, der das braune Skapulier getragen habe, am Samstag nach seinem Tode aus dem Fegefeuer befreien.

## Andere Kontexte
Die Anima sola taucht vereinzelt in der Popkultur auf, wie zum Beispiel in dem Horrorfilm Gothika. Durch die Aufnahme in die Handlung des Blockbusters wurde sie zu einem gefragten Tattoo-Motiv.
In den letzten Jahren wurde die Anima sola wegen der gesprengten Ketten auch als Symbol für die Emanzipationsbewegung benutzt.